# Jone Goirizelaia Ordorika
Jone Goirizelaia Ordorika (Bilbao, 30 d'octubre de 1956) és una advocada i política independentista basca. Ha ocupat càrrecs rellevants en diferents partits polítics de l'esquerra abertzale i ha estat diputada del Parlament Basc durant diverses legislatures.

## Biografia

### Família
Goirizelaia està casada i té dos fills. És germana d'Iñaki Goirizelaia, doctor en enginyeria i exrector de la Universitat del País Basc, amb qui comparteix la seva afició a la dansa. També és família per part de mare del cantautor Ruper Ordorika.

### Trajectòria professional
Llicenciada en dret per la Universitat de Deusto, juntament amb Iñigo Iruin, és una referent entre els advocats vinculats a l'esquerra abertzale. La seva presència és notòria en judicis de l'Audiència Nacional i exerceix habitualment tasques de defensa cap a aquells membres de l'esquerra abertzale que fossin acusats de col·laborar amb ETA. Entre altres casos també ha defensat els interessos de la família d'Íñigo Cabacas, que va morir en una càrrega de pilotes de goma de l'Ertzaintza.

### Trajectòria política
El 1990 va ser triada parlamentària del Parlament Basc per primera vegada, càrrec que va renovar en successives eleccions fins a 2005 per Herri Batasuna. Aquest any no va poder presentar-se a la reelecció a causa de la il·legalització de Batasuna en aplicació de la Llei de Partits espanyola. Ha format part del col·lectiu Ahotsak ("Veus"), un col·lectiu de dones de diferents sensibilitats polítiques en favor d'una solució dialogada i sense violència al conflicte basc, que es va crear el 2006 durant el procés de pau amb ETA del govern de Rodríguez Zapatero. A les eleccions al Parlament Basc de 2012 va ocupar el vuitè lloc de la candidatura d'Euskal Herria Bildu per Biscaia, sense que resultés electa. Després de la renúncia d'Oskar Matute en ser elegit diputat del Congrés, va prendre possessió de l'acta de diputada del Parlament Basc el 18 de juliol de 2016. Va renovar l'acta de diputada a les eleccions de setembre de 2016. Des de desembre de 2016 fins a setembre de 2019 va presidir la comissió de treball i justícia del Parlament Basc. El 2019 es va postular com a alcaldable de Bilbao per EH Bildu, i va ser elegida regidora.